# Christoph Rinser
Christoph Rinser (* 27. Februar 1940 in Braunschweig; † 23. Oktober 2024 in Potsdam) war ein deutscher Autor, Herausgeber und Übersetzer.

## Leben und Wirken
Christoph Rinser war ein Sohn der Schriftstellerin Luise Rinser und des Komponisten und Dirigenten Horst-Günther Schnell. Sein Vater fiel 1943 im Russland-Feldzug.
Rinser begegnete zahlreichen Persönlichkeiten aus dem Umfeld seiner Mutter, etwa dem Theologen Karl Rahner. Mit José Sánchez de Murillo, den Rinser im Januar 1995 in Rocca di Papa bei Rom kennengelernt hatte, verband ihn eine literarische und philosophische Freundschaft.
Rinser übersetzte zahlreiche Bücher aus dem Italienischen, illustrierte Texte seiner Mutter Luise Rinser durch fotografische Arbeiten, las Texte seiner Mutter auf Tonträger und betätigte sich als Herausgeber.
Christoph Rinser leitete zudem die Luise Rinser Stiftung, die mit vielfältigen kulturellen und sozialen Aktivitäten das geistige und gesellschaftliche Engagement der Autorin fortführte.
Die Stiftung vergab den Luise Rinser Preis, der am 20. Juni 2014 im Rahmen der Tagung „Musik und Spiritualität“ in St. Ottilien an José Sánchez de Murillo verliehen wurde. Der Preis ist mit einem zeitlich unbegrenzten finanziellen monatlichen Beitrag zum Lebensunterhalt des Philosophen dotiert.
An Sánchez de Murillos Biographie seiner Mutter Luise Rinser hat Christoph Rinser mitgearbeitet. Rinser, der „im Laufe der Jahre langsam hineingewachsen (ist) in die historische Wahrheit“, betonte allerdings: „Sie war nie antisemitisch – ihr Lebtag nicht. Und sie war kein Nazi im engeren Sinn“.

## Übersetzungen (Auswahl)
- Laura Tuan: Das tibetische Geheimnis von Jugend und Vitalität. Hugendubel, Kreuzlingen/München 1999, ISBN 978-3-89631-331-7.
- Lucia Pavesi, Stefano Siccar: Die magische Kraft der Pyramiden. Bastei Lübbe, Bergisch Gladbach 2000, ISBN 978-3-404-70157-5.
- Luigi Ranieri: Die Loge. Macht und Geheimnis der Freimaurer. Bastei Lübbe, Bergisch Gladbach 2005, ISBN 978-3-404-70159-9.
- Carmelo Failla: Le idee rivoluzionarie di filosofi del passato. Le riscoperte sorprendenti di un artista di oggi: saggi filosofici (= Vergessene Revolutionen der Geistesgeschichte). Aufgang Verlag, Augsburg 2015, ISBN 9783945732137.

## Herausgeberschaften
- Abschied vom Gewohnten. Festschrift für José Sánchez de Murillo. Herausgegeben von Christoph Rinser, Benedikt Maria Trappen, Renate M. Romor. (= Schriften der Luise-Rinser-Stiftung, Band 2), München 2013, ISBN 978-3-00-038861-3.
- Aufgang. Jahrbuch für Denken – Dichten – Musik